# Jászapáti
Jászapáti è una città situata nella contea di Jász-Nagykun-Szolnok, nell'Ungheria centro-orientale di 9.217 abitanti (dati 2009)

## Amministrazione

### Gemellaggi
- Grafenstein, Austria